# Sarral
Sarral ist eine Gemeinde (Municipio) mit 1.583 Einwohnern (Stand: 2024) im Südosten Kataloniens in Spanien. Die Gemeinde gehört zur Comarca Conca de Barberà. Neben dem Hauptort Sarral besteht die Gemeinde aus den Ortschaften Montbrió de la Marca und Vallverd.

## Lage
Sarral liegt 35 Kilometer nördlich von Tarragona in einer Höhe von ca. 465 m. 

## Bevölkerungsentwicklung
| Jahr      | 1970 | 1981 | 1991 | 2001 | 2011 | 2021 |
| Einwohner | 1521 | 1431 | 1361 | 1459 | 1703 | 1549 |

## Sehenswürdigkeiten
- Marienkirche in Sarral
- Johanniskirche in Vallverd
- Ruine der Peterskirche

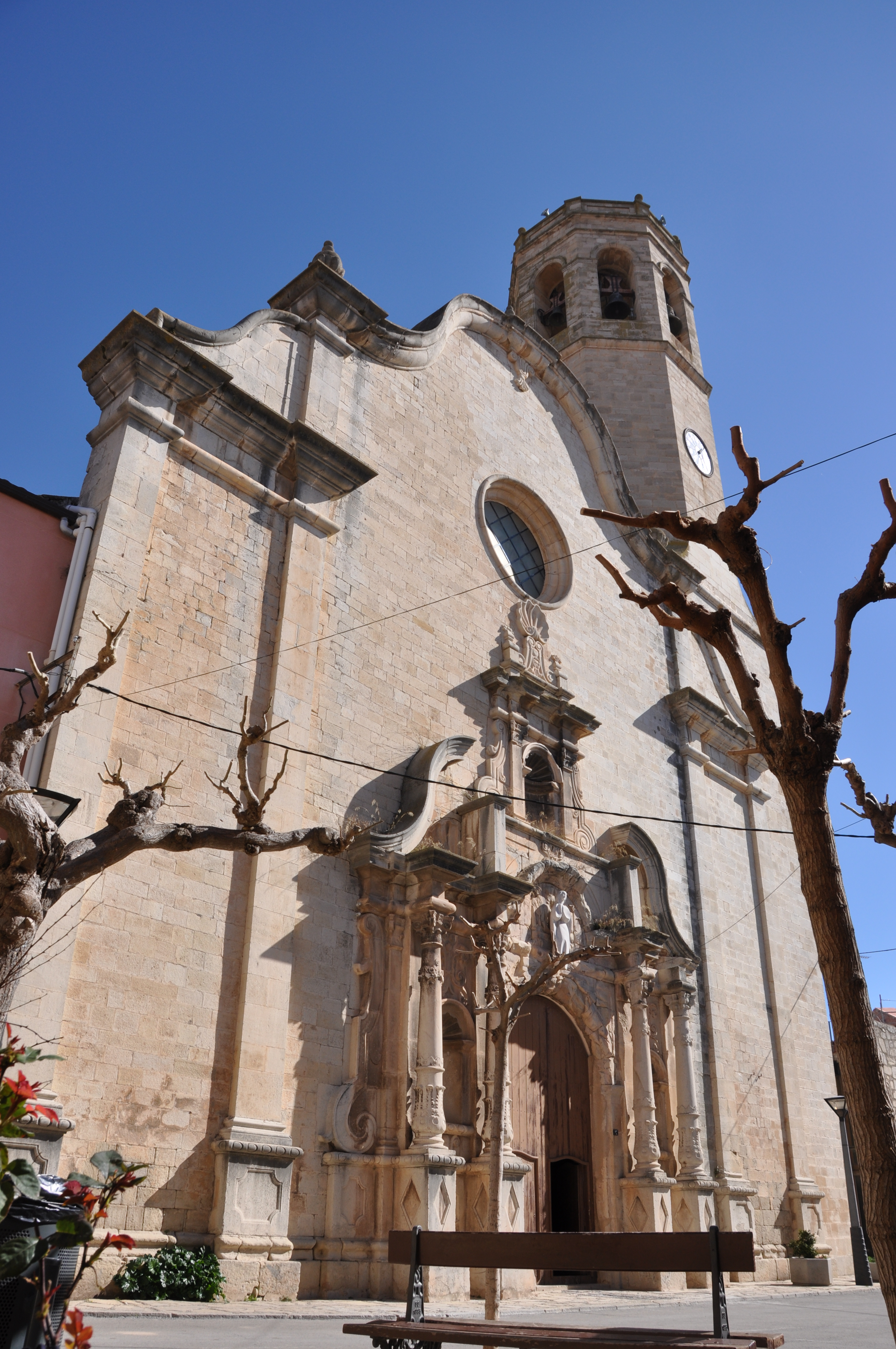
Marienkirche
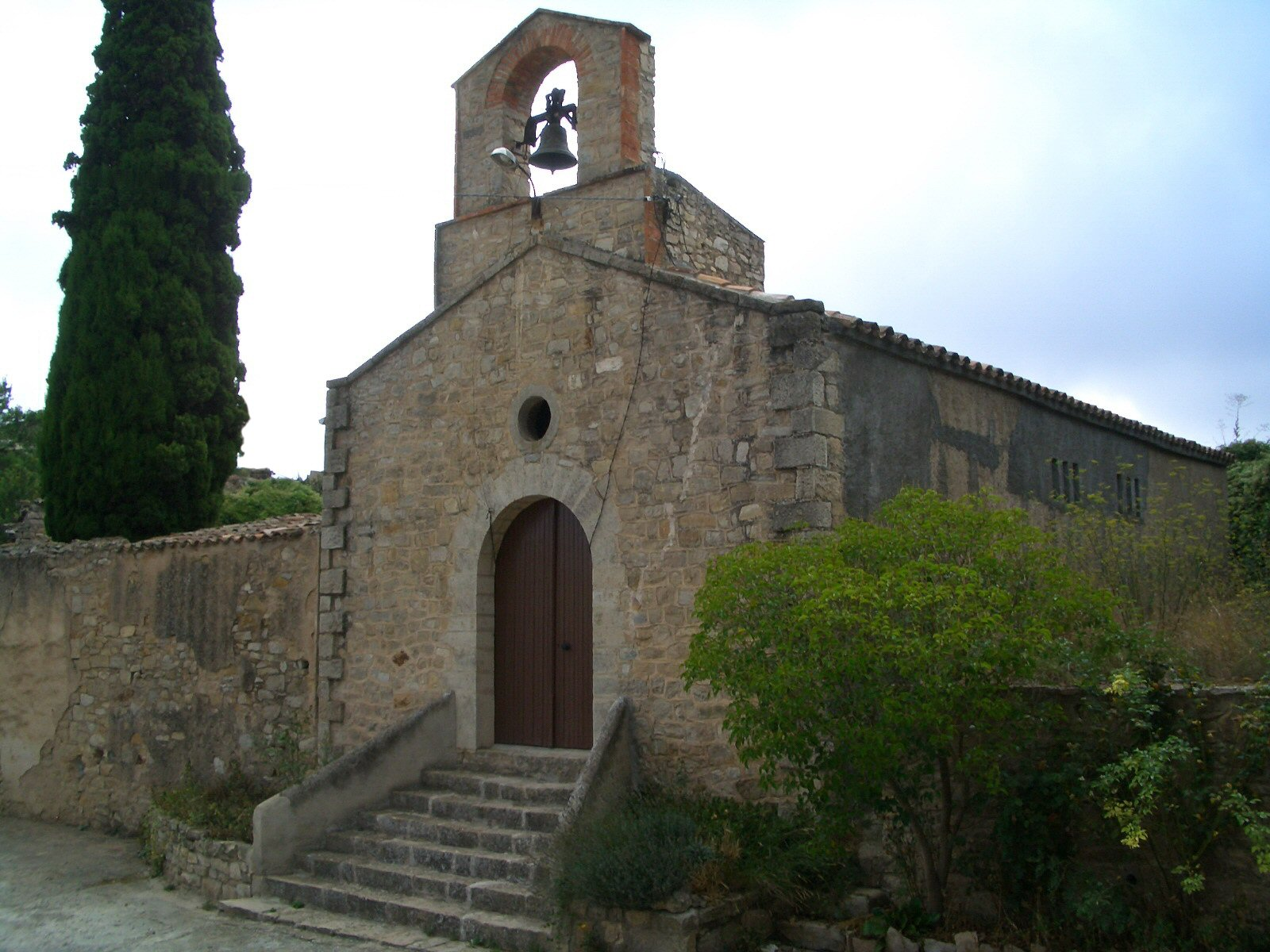
Johanniskirche
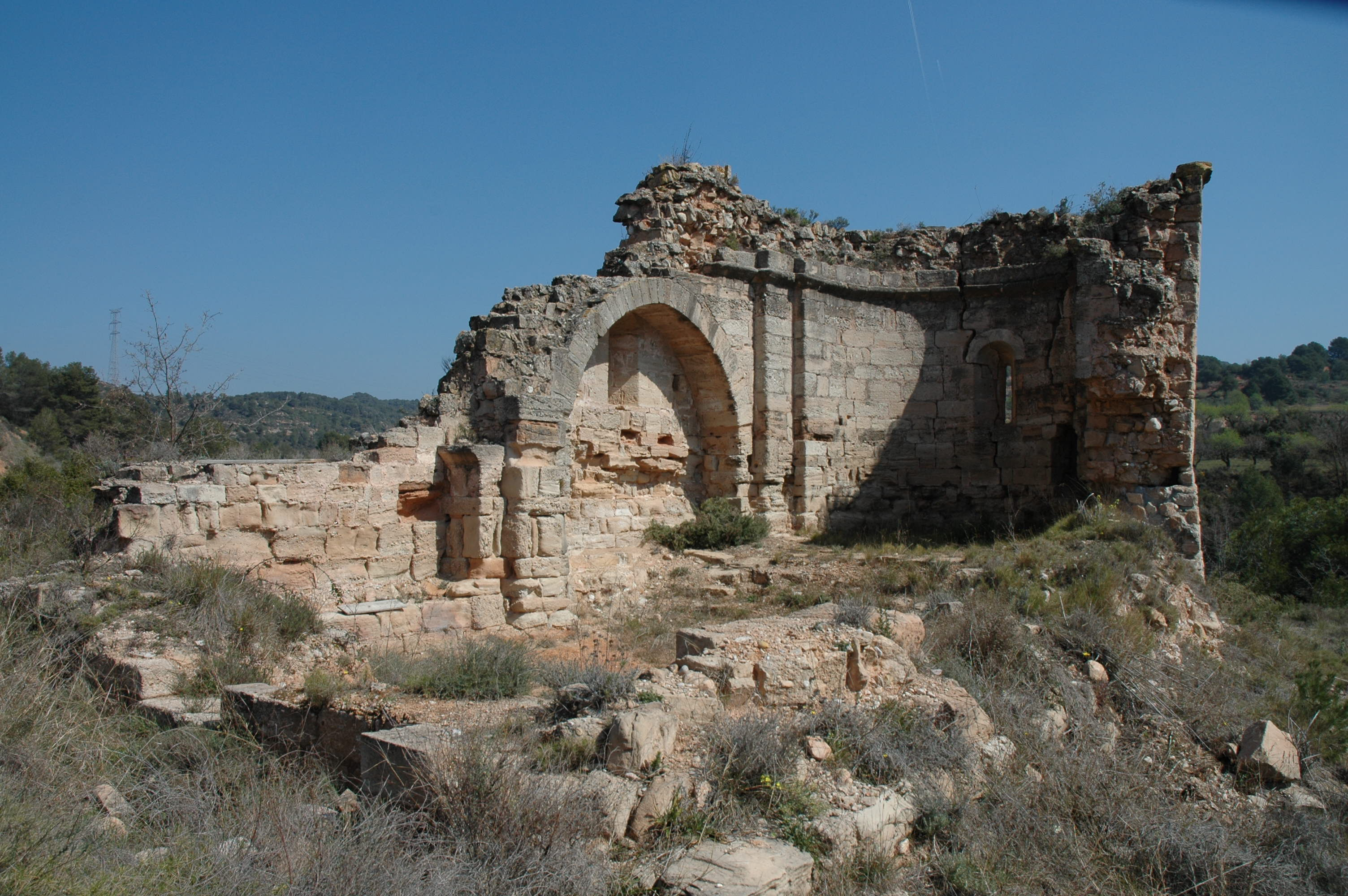
Ruine der Peterskirche